# Северозападна Рила
Северозападна Рила заема близо 25% от територията на Рила и е разположена между долините на реките Рилска (от юг), Леви Искър (от югоизток – изток), Самоковската котловина (от североизток) и Дупнишката котловина (от северозапад – запад). Свързва се с Верила чрез Клисурската седловина, а с Централна Рила – чрез седловината Кобилино бранище.
Северозападна Рила се дели от Говедарската котловина и реките Черни Искър и Джерман на две части – ниска част (северната) и висока (алпийска) част (южната).
Ниската част, т. нар. Лакатишка Рила, носи името на река Лакатица, която я разделя на два дяла – северен (Сухаревски) с най-висок връх Сухарево (1636 m), и южен (Зекиришки) с най-висок връх Зекирица (1734 m). Някои са склонни да приемат Лакатишка Рила като предпланина на основния масив на Рила. По строеж се приближава към Средногорието.
Билата на Лакатишка Рила представляват обширни пасища, а склоновете ѝ са заети предимно от иглолистни гори. Само отделни връхчета достигат предалпийския пояс. По билата на западните ѝ части (Сапаревска планина и Ръжана) минава Главния балкански вододел.
Високата (алпийска) част се разделя на пет дяла: Мальовишки, Дамгски, Калински, Отовишки и Кабулски. Най-висок връх е Големият Купен в Мальовишкия дял – 2731 m. Главен орографски възел е връх Дамга (Вазов връх). Основните била са три: Мальовишко, Отовишко и Калинско. Преходът между Мальовишкото и Отовишкото било е ясно изразен – седловината Раздела в северозападното подножие на вр. Дамга. От югозападния склон на същия връх чрез Мокришки (Пазардеренски) рид се осъществява преходът към Калинското било.
В Мальовишкия дял се намират най-забележителните алпийски обекти на Рила и на България. Това са върховете Мальовица (2729 m) – символ на българския алпинизъм и планинарство, Орлето, Елени връх, Орловец, Злия зъб, Двуглав, Иглата и Дяволските игли, Ловница, Петлите, Камилата, Купените и др.
Северните склонове на алпийската част на Северозападна Рила са сравнително по-дълги и полегати от южните. Те са преработени от някогашните ледници, а в дълбоките им циркуси са разположени множество езера, от които водят началото си едноименни реки – десни притоци на р. Черни Искър.
В Северозападна Рила се намират едни от най-големите и красиви езерни групи – Урдините езера, Мальовишките езера, Еленските езера, Прекоречки, Градинските езера и др., както и най-голямата и известна езерна група на Балканския полуостров – Седемте рилски езера. С изключение на езерото Паничище, всички са с ледников произход. Езерото Паничище се намира на самото било и няма видим отток. Произходът му според някои е тектонски, а според други заедно със съседното Сухо езеро (хлътнатина, незадържаща вода) представляват „все още добре запазени кратерни форми в калдерата на краткотрайно действащ вулкан (понижение на мястото на вулканския конус)“. В Северозападна Рила се намира и най-високо разположеният язовир в България – „Малък Калин“.